# محمود الشلبي
محمود شلبي (ولد 1943 م) باحث وأديب وشاعر فلسطيني أردُنِّي، وأستاذ جامعي، عضو رابطة الكتَّاب الأردنيين، والاتحاد العام للأدباء والكتَّاب العرب.

## سيرته
ولد محمود محمد مصطفى الشلبي في قرية دنَّا بمدينة بيسان الفلسطينية، سنة 1943. درس الأدب العربي في جامعة بيروت العربية، وتخرج فيها سنة 1972، وحصل على درجة الماجستير من جامعة الأزهر بمصر سنة 1978، وأتمَّ دراسته للدكتوراة في الجامعة نفسها متخصصاً بالأدب والنقد العربي سنة 1981، وحملت أطروحته للدكتوراة عنوان «الصورة الفنية في شعر المتنبي».
عمل عميداً لكلية حوارة الجامعية المتوسطة خلال السنوات 1987-1994، ثم عميداً لكلية الكرك (1994-1995)، وعميداً لكلية إربد (1995-1999). ويعمل منذ سنة 1999 أستاذاً للأدب العربي الحديث في جامعة البلقاء التطبيقية، ومستشاراً لرئيس الجامعة للشؤون الثقافية والإعلامية.
عضو «رابطة الكتاب الأردنيين»، و«الاتحاد العام للأدباء والكتاب العرب»، وعضو الفريق الوطني للإشراف على مناهج اللغة العربية للمرحلة الأساسية ضمن خطة التطوير التربوي خلال السنوات 1989-1994، وترأس لجنة الشعر في مهرجان جرش للثقافة والفنون سنة 1985.
يعمل رئيساً لتحرير مجلة «وسام» للأطفال التي تصدرها وزارة الثقافة الأردنية.

## كتبه وآثاره

### مؤلفاته الشعرية للكبار
1. عسقلان في الذاكرة، جمعية عمال المطابع التعاونية، عمان، 1976.
2. ويبقى الدم ساخناً، رابطة الكتاب الأردنيين، عمان، 1982.
3. أشجار لكل الفصول، دار الكرمل للنشر والتوزيع، عمان، 1985.
4. منازل لقمر الآس، وزارة الثقافة، عمان، 1991.
5. أجيئك محترساً من نبضي، وزارة الثقافة، عمان، 1996.
6. أحلام نافرة، رابطة الكتاب الأردنيين، عمّان، بالتعاون مع المؤسسة العربية للدراسات والنشر في بيروت، 1997.
7. سلالم الدهشة، وزارة الثقافة، عمان، 2002.
8. الأعمال الشعرية (مجلد يضم المجموعات السبع السابقة)، جامعة البلقاء التطبيقية، 2007.
9. سماء أخرى، دار اليازوري العلمية للنشر والتوزيع بدعم من أمانة عمان الكبرى، 2007.

### مؤلفاته الشعرية للأطفال
1. هكذا يسمو الوطن، جمعية عمال المطابع التعاونية، عمان، 1979.
2. الديك والنهار، رابطة الكتاب الأردنيين، عمان، 1982.
3. عصافير الندى، وزارة الثقافة، عمان، 1988.
4. أزهار وسنابل، أبو ظبي، 2002.
5. بستان الشموع، سلسلة «كتاب الطفل»، وزارة الثقافة، 2007.

وله في مسرح الطفل: الغزال كحول (بالاشتراك مع الشاعر عبد الله منصور)، جمعية عمال المطابع التعاونية، عمان، 1987.

### مؤلفاته في السير والتراجم
1. حياة آدم
2. حياة نوح
3. حياة يونس
4. حياة داوود
5. حياة يوسف
6. حياة موسى
7. حياة يحيى
8. حياة إسماعيل
9. حياة عثمان
10. حياة الإمام علي
11. حياة فاطمة عليها السلام
12. حياة بلال
13. حياة أبي هريرة
14. حياة شجرة الدر
15. حياة عمر المختار

يمكن تحميل مؤلفات الكاتب من هنا.

## جوائزه
1. أفضل ديوان شعر للأطفال، عن مجموعته «الديك والنهار»، رابطة الكتَّاب الأردنيين، 1982.
2. جائزة ثقافة الطفل العربي (ميرا بنت هزَّاع لشعر الأطفال)، عن مجموعته «أزهار وسنابل»، أبو ظبي، 2002.
3. جائزة أفضل عمل محلِّي للأطفال في مهرجان أغنية الطفل العربي، عن قصيدته «مكتبتي»، 2004.
4. جائزة أفضل نص غنائي في مهرجان الأغنية العربية، الدار البيضاء، المغرب، 2005، عن قصيدته «أغلى أغنية».
5. جائزة العطاء المتميز لعام 2003، جامعة البلقاء التطبيقية.